# 북아일랜드부 장관

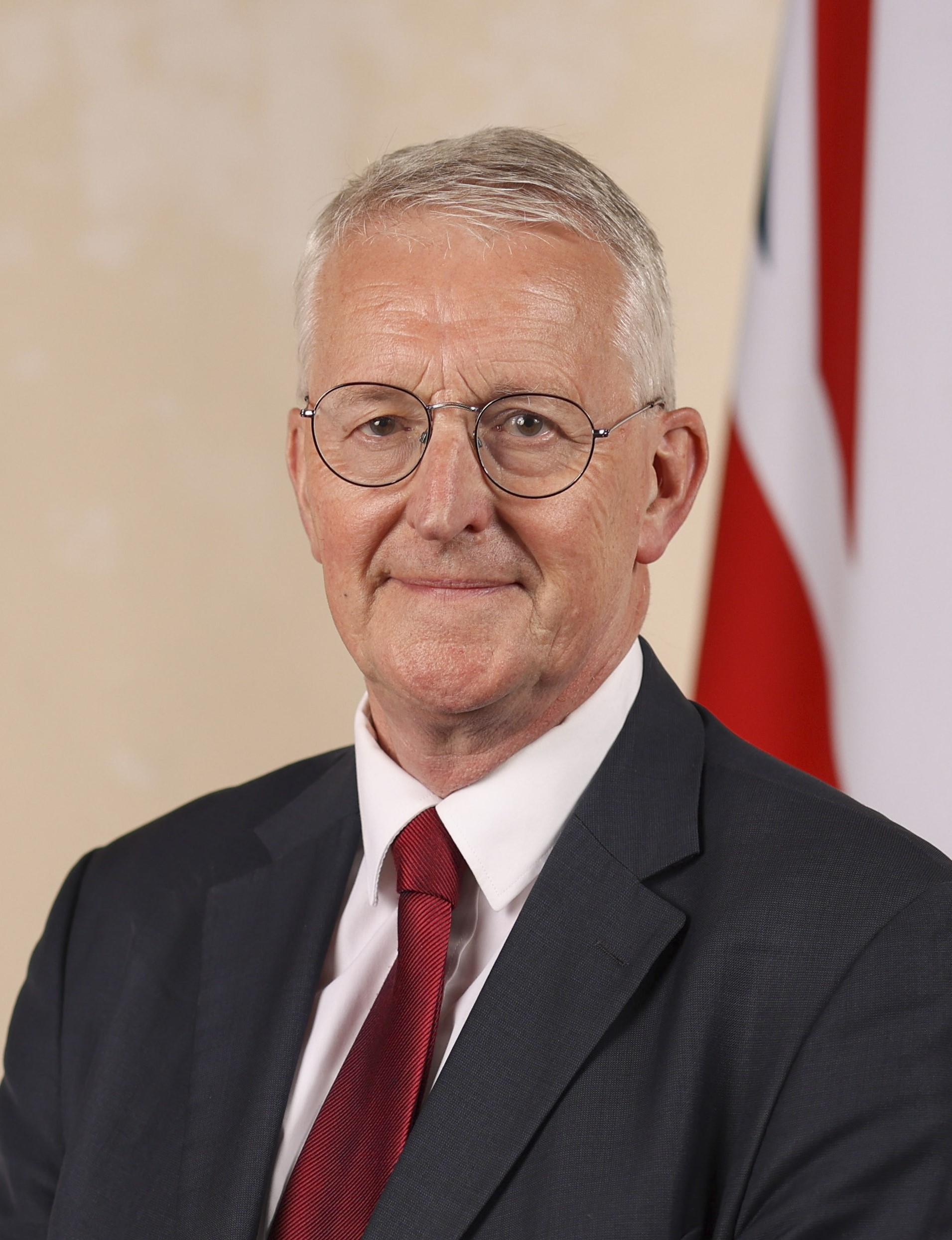
현직 북아일랜드부 장관 힐러리 벤
(2024년 7월 5일 취임)

여왕 폐하의 북아일랜드 국무 총비서(영어: Her Majesty's Principal Secretary of State for Northern Ireland, 아일랜드어: Rúnaí Stáit Thuaisceart Éireann, 스코트어: Secretar o State for Norlin Airlan), 비공식적으로 북아일랜드 국무대신(영어: Northern Ireland Secretary)은 영국 정부에서 북아일랜드를 책임지는 국무대신이다. 1972년에 직위가 창설되었다.
현임중인 국무대신은 힐러리 벤이며, 2024년부터 재임 중이다.
1171년경부터 1922년까지 아일랜드 총독(Lord Lieutenant of Ireland), 1560년부터 1922년까지 아일랜드 수석장관(Chief Secretary for Ireland)이 있었고, 1922년 아일랜드 자유국 독립 이후 1972년까지는 북아일랜드 내무장관(Home Secretary)이 있었다.

## 같이 보기
- 스코틀랜드부 장관
- 웨일스부 장관